# Lidové mobilizační síly

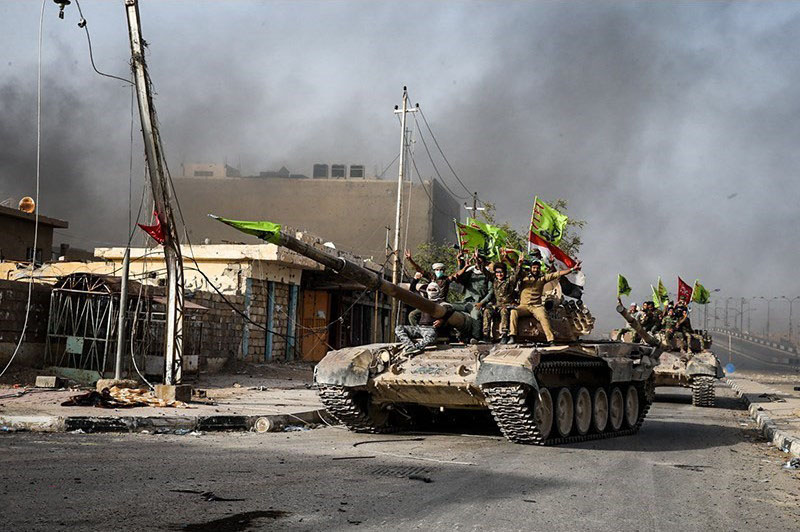
Osvobození Fallujah iráckou armádou a Lidovými mobilizačními silami.

Lidové mobilizační síly (arabsky الحشد الشعبي‎, Hašd Šaabí) je Iráckou republikou podporovaná zastřešující organizace zahrnující 40 převážně ší'itských milic. Lidové mobilizační síly byly vytvořeny k nasazení proti Islámskému státu. Organizace byla vytvořena v červnu 2014 začleněním existujících milic pod Lidově mobilizační výbor iráckého ministerstva vnitra. Přestože nejsou začleněné do pravidelných armádních složek, Lidové mobilizační síly odmítají označovat samy sebe za „milice“.[zdroj⁠?!] Jedním z nejvýznamnějších střetnutí, kterých se milice během války proti Islámskému státu zúčastnily, byla druhá bitva o Tikrít.